# Coilia nasus
Coilia nasus, también conocida como ungeo, anchoa japonesa o anchoa china es una especie de pez de aletas rayadas de la familia de los Engraulidae (anchoas). Crece hasta los 41 cm (16,1 plg) longitud total ; es una especie relativamente grande por su género. Se encuentra en aguas marinas, aguas dulces y salobres a profundidades de hasta 50 m (54,7 yd). Se capturan con redes a la deriva o con  redes de arrastre .

## Características

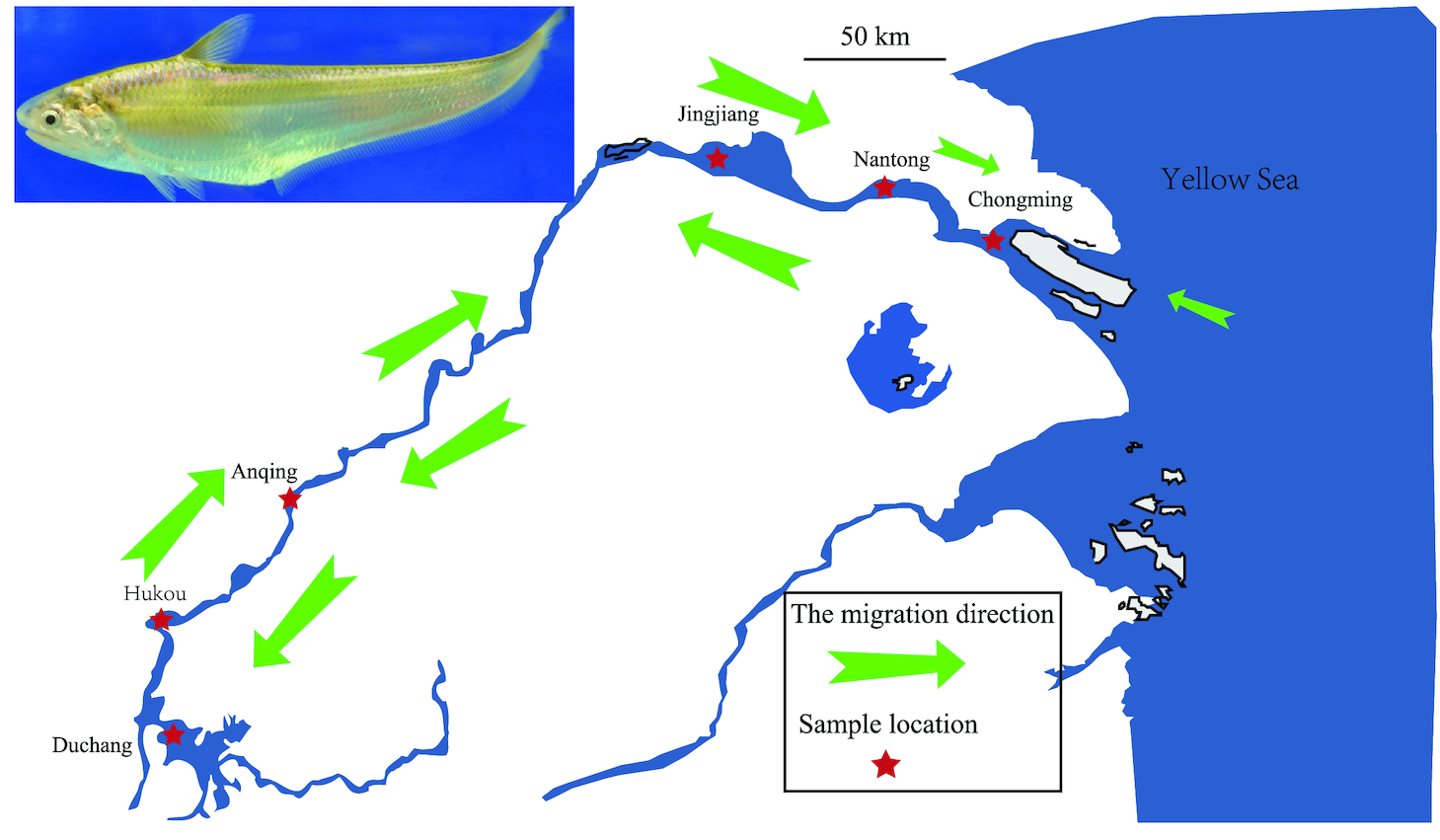
Migración estacional y dimorfismo migratorio de coilia nanus.

Es un ejemplo de especie de pez anádromo, con algunas poblaciones que se trasladan al agua dulce para desovar. Por lo general se distribuyen al noroeste del Pacífico, entre 21–42°N y 109–134°E, o desde Guangdong a China hasta la costa oeste de la península de Corea y el sonido de Ariake al sur- oeste de Japón. Una delicadeza tradicional, la especie se pesca comercialmente en Corea, China y Japón. En China es uno de los peces más caros vendidos, y como la variedad anádroma es más cara que la variedad de agua dulce, la industria se centra principalmente en el mar Amarillo, el mar de China Oriental y el Yangtze.
Algunas poblaciones chinas migran anádromamente cada primavera por el río Yangtze antes de su maduración gonadal final para desovar al curso medio y bajo del Yangtze. Después de esto, los peces maduros migran de nuevo al mar. Se ha informado que otros grupos residen en lagos de agua dulce durante todo su ciclo de vida, haciendo de la especie un interesante modelo de migración parcial o dimorfismo migratorio. Para entender este proceso, se ha reunido un genoma de referencia de 870 Mb de longitud, y conjuntamente con ello, un estudio de genética poblacional de individuos de agua dulce y migratorios representativos ha profundizado en los mecanismos moleculares de la adaptación migratoria.

## Uso como alimento

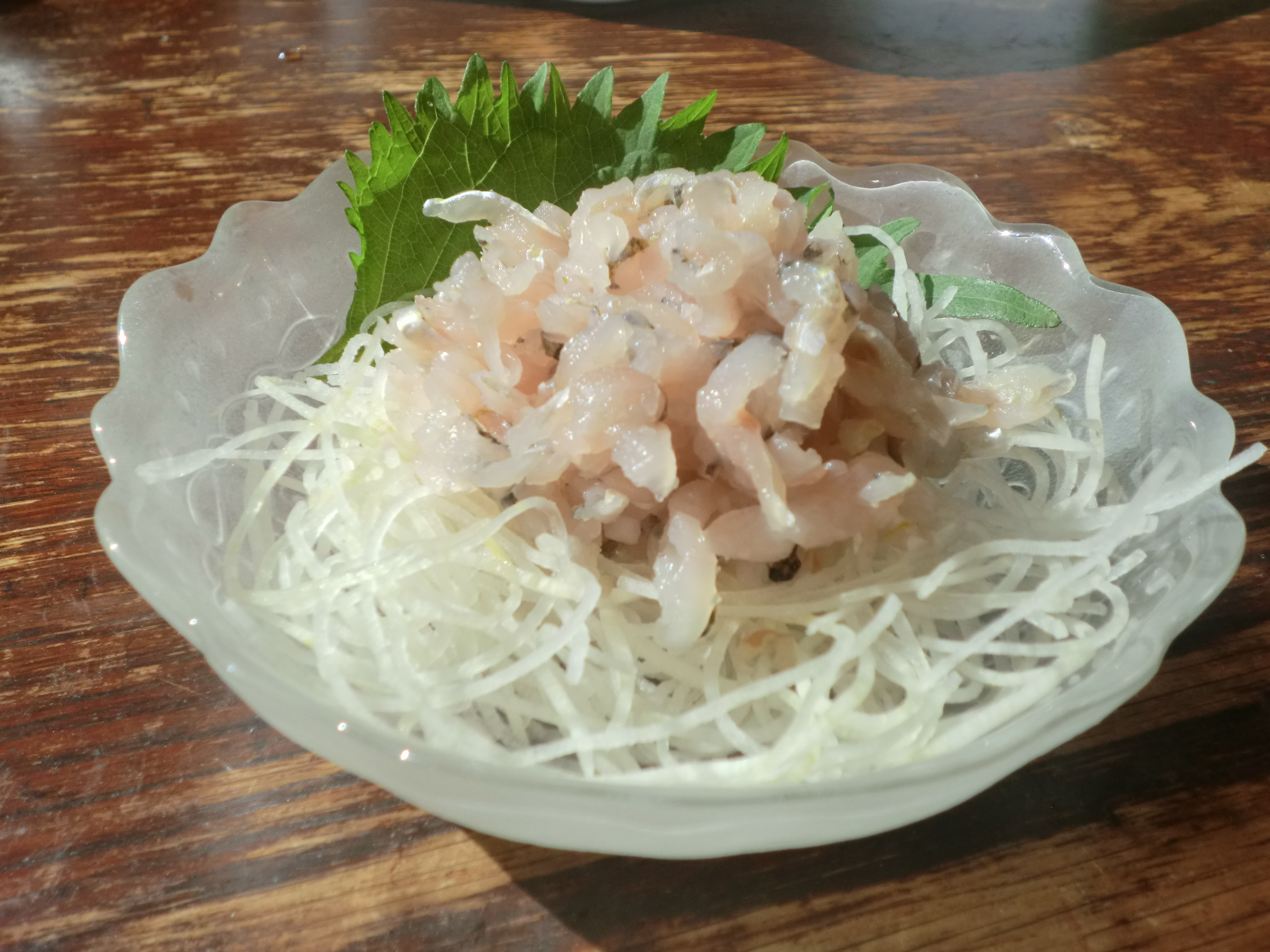
Sashimi de etsu (nombre japonés de Coilia nasus)

En China, los peces del mismo género se denominan colectivamente ``Fengweiyu fèngwěiyú'', y es común utilizarlos como alimento en las zonas costeras del este y sur de China. También se utiliza como ingrediente en la medicina tradicional china. En Shanghái y la provincia de Jiangsu, se distribuye principalmente C. mystus, que se captura alrededor del río Yangtze. En la ciudad de Wenzhou, provincia de Zhejiang, a menudo usan lo que se puede capturar en Qianjiang. En la provincia de Guangdong, a menudo se usa C. grayi del sistema Pearl River, y se fríe, se sazona y se vende como un producto enlatado especial. Se suele servir con pescado al vapor y con  pollo frito, pero también se usa para hacer sopa.
Se puede comer en varios platos como sashimi, etsu-zushi, tempura, pollo frito, mushi, a la parrilla con sal y hervido. Como tiene muchos huesos pequeños, es necesario cortarlo de la misma manera que el lucio congrio. Se estropea muy deprisa, por lo que debe cocinarse rápidamente. Por esta razón, en las áreas de producción, el Etsu recién capturado se suele cocinar y servir a los turistas en los propios barcos de pesca del río Chikugo.